# Berlin-Niederschöneweide
Niederschöneweide is een stadsdeel in het Berlijnse zuidoostelijke district Treptow-Köpenick.

## Ligging
Niederschöneweide ligt in het noordwestelijke deel van Treptow-Köpenick aan de zuidelijke oever van de Spree, recht tegenover Oberschöneweide. In het noorden is er ook een natuurlijke grens met het Britzer Verbindungskanal en verder grenst het aan Baumschulenweg, in het zuiden aan Johannisthal en Adlershof en in het oosten aan Köpenick. 

## Geschiedenis
De naam Schöne Weyde werd voor het eerst genoemd in 1598 in een reisverslag van de Brandenburgse keurvorst Joachim II, waarin hij een uitgestrekte weide beschrijft op de linkeroever van de Spree in de richting van de rivier. Rond 1800 woonden er nog maar 42 mensen in het gebied, dat toen nog tot de Landkreis Teltow behoorde. Er waren verschillende nederzettingen die geen groter geheel vormden. Vanaf 1850 wenste investeerders van fabrikanten een onafhankelijk stadsdeel dat er uiteindelijk in 1878 kwam onder de naam Niederschöneweide. Net als in Oberschöneweide vestigden zich hier meer en meer fabrieken, voornamelijk van de textielindustrie. Ondanks de industrialisatie werd Niederschöneweide ook een bestemming voor uitstapjes van de Berlijnse burgers. In de zomermaanden arriveerden elke twee uur schepen van de Berliner Dampfschiffahrts-Gesellschaft met talrijke gasten.
In 1885 werd een kettingveerboot gebouwd om de Spree over te kunnen steken. In 1890-1891 kwam er ook een houten brug waarover ook een trein reed. In 1898 kwam er met de Kaisersteg een tweede brug die grotendeels door AEG gefinancierd werd, deze brug was enkel voor voetgangers. Met de Treskow-brug uit 1908 en de stalen Stubenrauchbrug waren er nu stabiele oversteken naar Oberschöneweide. Met het station Johannisthal-Niederschöneweide kon de gemeente nu nog beter bereikt worden. In 1929 werd dit station omgedoopt in station Schöneweide. 
Op 1 oktober 1920 werd Niederschöneweide onderdeel van Groot-Berlijn en werd in het district Treptow ingedeeld. In 1924 werd de nieuwe wijk Oberspree gebouwd in het oosten van het stadsdeel. Na de Tweede Wereldoorlog kwam Niederschöneweide onder Sovjetbestuur te staan. In 2001 fuseerden de districten Treptow en Köpenick waartoe Niederschöneweide sindsdien behoort.

## Verkeer
Er zijn drie stations, Schöneweide dat door zowel de S-Bahn als de Regionalbahn bediend wordt en  Johannisthal en Oberspree die enkel door de S-Bahn bediend worden (lijnen S8, S9, S45, S46, S47 en S85). 
De tram bedient Niederschöneweide met de lijnen M17, 21, 27, 60 en 67. 
Adlershof |
Altglienicke |
Alt-Treptow |
Baumschulenweg |
Bohnsdorf |
Friedrichshagen |
Grünau |
Johannisthal |
Köpenick |
Müggelheim |
Niederschöneweide |
Oberschöneweide |
Plänterwald |
Rahnsdorf |
Schmöckwitz